# Club de Futbol Unión Temuco
Club de Futbol Unión Temuco foi um clube chileno de futebol, localizado na cidade de Temuco, no Chile.

## História
O clube foi fundado no dia 10 de janeiro de 2008 pelo famoso jogador chileno Marcelo Salas, que também era o dono do clube. Em 2013, fundiu-se ao Deportes Temuco, sendo absorvido pelo clube mais antigo.

## Títulos

### Nacionais
- Tercera División A: 1

2009

## Temporadas
- 1 temporada na Primera B
- 2 temporadas na Tercera División

## Sedes e estádios

### Municipal de Lautaro
Devido a reconstrução do Estádio Municipal Germán Becker, o clube passou a atuar no Estádio Municipal de Lautaro, com capacidade para 2 mil pessoas.